# Esther Páez López
Esther Páez López, també coneguda com Esther Flechita Páez (Barcelona, 13 de setembre de 1969) és una boxejadora i lluitadora de kickboxing catalana, considerada la primera púgil amb llicència professional a l'Estat espanyol.
Membre del Gimnàs KO Verdum, va iniciar-se a la pràctica del kickboxing el 1989, proclamant-se campiona del món l'any 1999 per la federació nord-americana ISKA. Entre 1997 i 2000 va practicar la boxa amb llicència professional, fent el seu debut l'any 1998 a Melilla contra la boxejadora russa Anastasia Toktatoulova. D'aquesta forma, va convertir-se en la primera esportista espanyola a disputar un combat de boxa professional. Tanmateix, l'any 2000 un greu accident de transit va truncar la seva carrera esportiva i va abandonar l'alta competició. Set anys més tard, totalment recuperada, va reprendre els entrenaments de forma amateur i va aconseguir un subcampionat d'Espanya de boxa amateur. Activista militant contra la violència de gènere, va impartir classes de defensa personal per a dones maltractades, així com, ha exercit com a monitora de batuka latin, fitnes i personal trainer.
Entre d'altres esdeveniments, va participar l'any 2015 al programa de televisió Cambiame de Telecinco i presentà el seu llibre autobiogràfic, Memorias de una pionera del boxeo, el març de 2022.